# Andelu
Andelu là một xã thuộc tỉnh Yvelines, trong vùng Île-de-France, Pháp, cách khoảng 15 km về phía đông nam Mantes-la-Jolie.
Dân địa phương trong tiếng Pháp gọi là Andelusiens.

## Biến động dân số
| 1793 | 1800 | 1806 | 1821 | 1831 | 1836 | 1841 | 1846 | 1851 |
| ---- | ---- | ---- | ---- | ---- | ---- | ---- | ---- | ---- |
| 160  | 129  | 136  | 139  | 142  | 125  | 128  | 132  | 146  |

| 1856 | 1861 | 1866 | 1872 | 1876 | 1881 | 1886 | 1891 | 1896 |
| ---- | ---- | ---- | ---- | ---- | ---- | ---- | ---- | ---- |
| 153  | 149  | 152  | 155  | 160  | 151  | 169  | 165  | 172  |

| 1901 | 1906 | 1911 | 1921 | 1926 | 1931 | 1936 | 1946 | 1954 |
| ---- | ---- | ---- | ---- | ---- | ---- | ---- | ---- | ---- |
| 154  | 169  | 173  | 153  | 173  | 142  | 129  | 152  | 181  |

| 1962                                         | 1968 | 1975 | 1982 | 1990 | 1999 | - | - | - |
| -------------------------------------------- | ---- | ---- | ---- | ---- | ---- | - | - | - |
| 190                                          | 231  | 246  | 272  | 346  | 370  | - | - | - |
| Số liệu kể từ 1962 : dân số không tính trùng |      |      |      |      |      |   |   |   |

## Hành chính
| Danh sách các thị trưởng               |           |                    |      |         |
| Giai đoạn                              | Giai đoạn | Tên                | Đảng | Tư cách |
| tháng 3 năm 2001                       | 2008      | Michèle Bougnoteau |      |         |
| mars 2008                              | 2014      | Michèle Bougnoteau |      |         |
| Tất cả các dữ liệu trước đây không rõ. |           |                    |      |         |